# Danckelmann (Adelsgeschlecht)

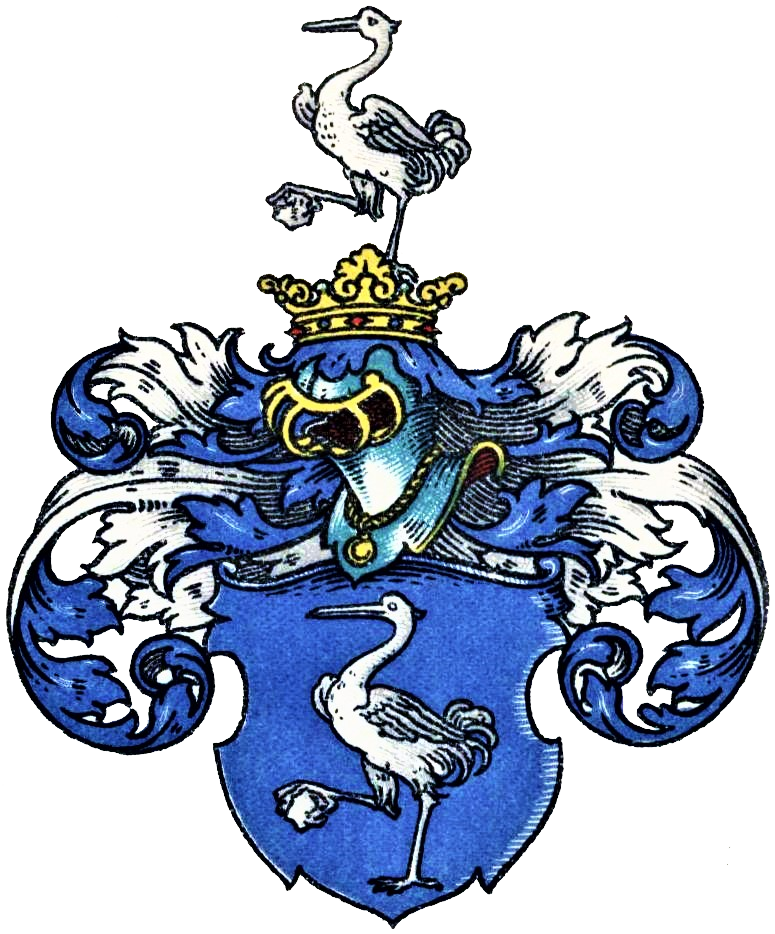
Stammwappen derer von Danckelmann

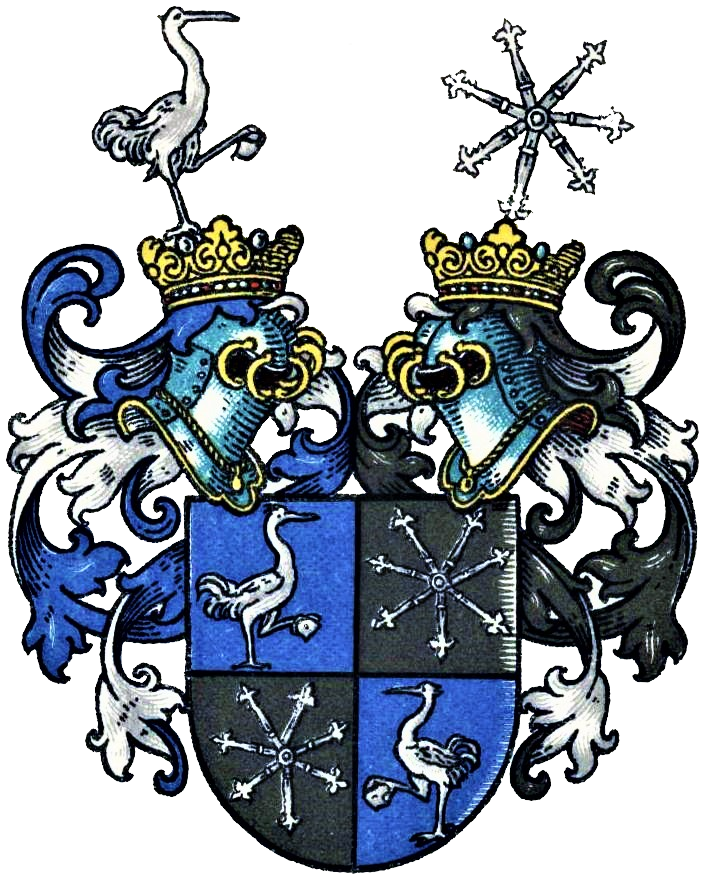
Wappen der Freiherren von Danckelmann von 1695

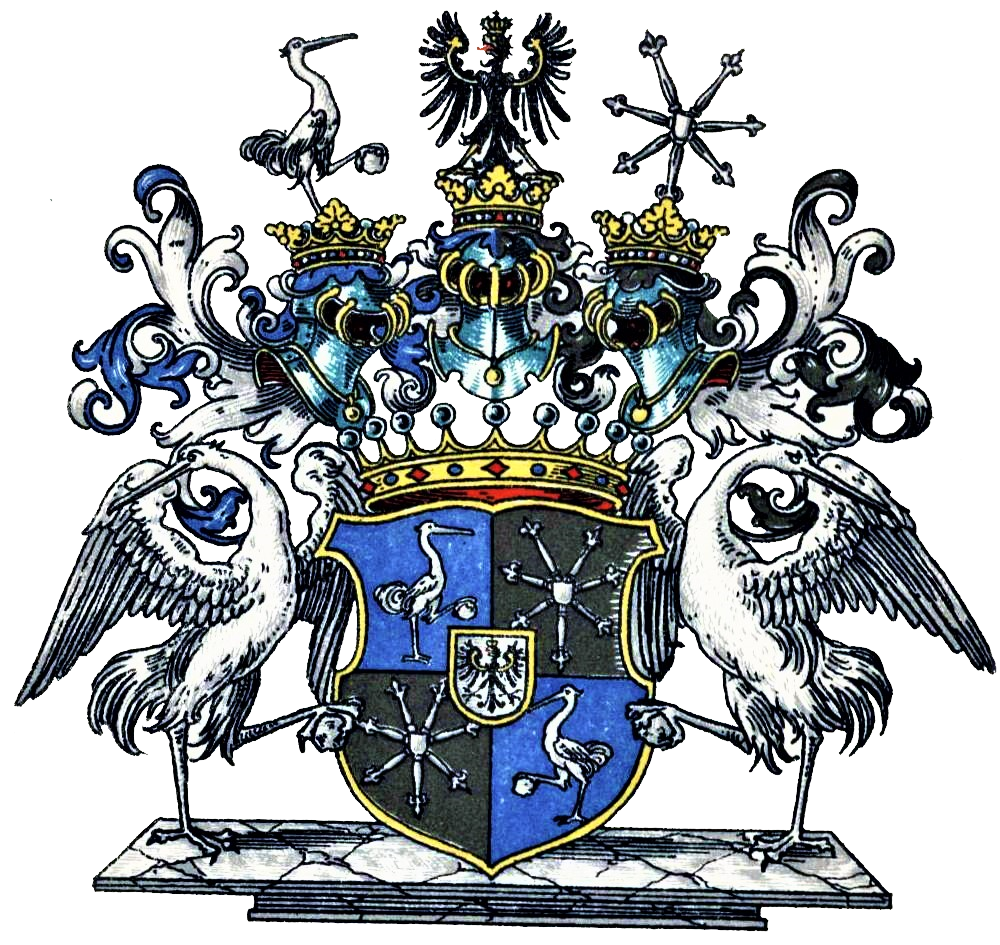
Wappen der Grafen von Danckelmann von 1798

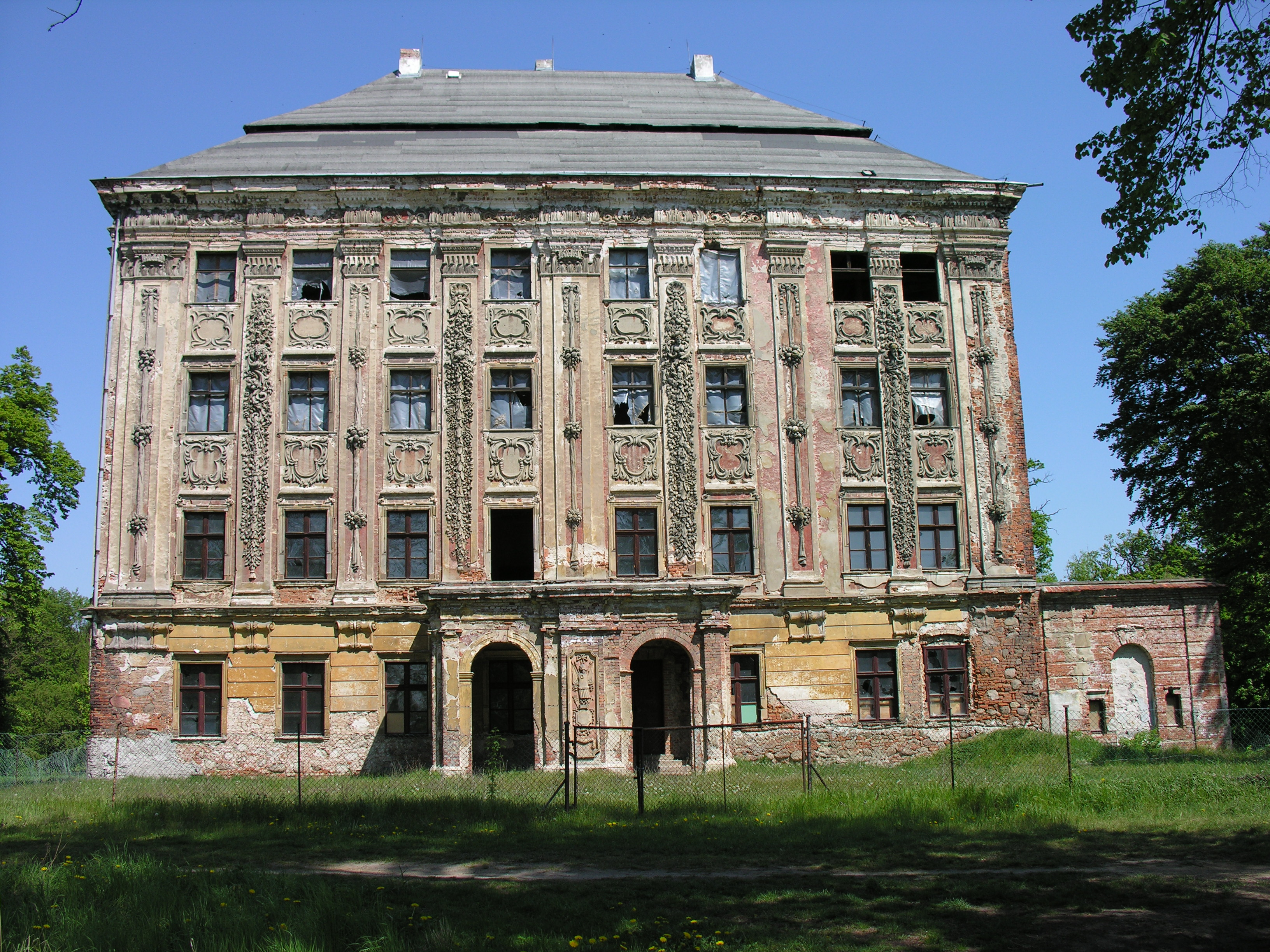
Schloss Groß Peterwitz, heute

Danckelmann, auch Danckelman und Dankelmann, ist der Name eines deutschen Adelsgeschlechts, das aus Westfalen stammt.

## Geschichte
Der Name Danckelmann ist alt im Hochstift Münster: 1369 urkundete Bernhard Danckelman, Domkameral am Domstift St. Paulus in Münster. 1431 verkaufte der Bastard Drees van der Heghe eine Rente im Kirchspiel Sendenhorst an Herrn Hinrik Danckelmann, Priester.
Die urkundlich nachweisbare Stammreihe des Geschlechts beginnt mit Johann Dankelmann gen. Curetser als Bürger von Rheine, der 1530 zum Gografen ernannt und 1534 unter dem Namen Johann Coritzer (Kürassier) als Fürstbischöflich münsterscher Landsknechtshauptmann gegen die Wiedertäufer erwähnt wird. 1490 soll er zu Telgte im Hochstift Münster geboren worden, 1527 am Sacco di Roma teilgenommen haben und 1548 verstorben sein. Auch „der Eiserne“ genannt, weil er den Harnisch nie ablegte, soll er 1534 bei einem Ausfall von Jan Matthys (dem „Propheten Matthias“) ein Auge verloren haben. Seine Gattin war Gertrud (Gertraut) von Langen, Tochter des Egbert von Langen, Richter zu Rheine und illegitimer Sohn des Münsteraner Domherrn Hermann von Langen († 1508). Johann Danckelmann soll der illegitime Sohn eines gleichnamigen Priesters gewesen sein. Johannes Danckelmann, urkundlich zwischen 1451 und 1495 erwähnt, war Domvikar zu Münster. 1483 urkundete er mit seinem Bruder Severinus Danckelmann, der Unterschreiber der Stadt Münster war. Der Domvikar Hieronymus Danckelmann gen. Horteleder, urkundlich 1491–1540, bedachte 1540 in seinem Testament Styneken consobrine mee, que mihi servivit ad multos annos [(Chri)Stinechen, meine Cousine (mütterlicherseits), die mir viele Jahre diente] sowie Albert Wernynck, den Sohn seiner illegitimen Schwester, der sich in Livland aufhielt. Egbert Danckelmann, urkundlich 1559–† vor 1585 oder 1587, war ebenfalls Münsteraner Domvikar und ein Sohn des obengenannten Gografen Johann Dankelmann gen. Curetser, benannt nach seinem Großvater mütterlicherseits, dem Richter Egbert von Langen.
Die Erhebung in den Reichsritterstand erfolgte am 23. Juli 1689 in Wien, die in den Reichsfreiherrenstand wenig später am 10. März 1695 ebenfalls in Wien. Das entsprechende Freiherrendiplom wurde am 16. Mai 1704 für die sieben Brüder Danckelman ausgestellt. Darin wird erwähnt, dass Eberhard den angebotenen Grafenstand ausschlug, um im selben Stand wie seine Brüder zu sein.
Adolf Albrecht Heinrich Leopold Freiherr von Danckelmann (1736–1807) wurde als königlich-preußischer Staatsminister am 6. Juli 1798 in Berlin in den preußischen Grafenstand erhoben.

## Wappen
Das Stammwappen zeigt in Blau einen silbernen wachsamen Kranich. Auf dem Helm mit blau-silbernen Decken das Schildbild. Nach der Familientradition hatte ein Vorfahre durch treue Wachsamkeit einem römisch-deutschen Kaiser das Leben gerettet, worauf dieser ihm mit den Worten „Danke, Mann“ den Ritterschlag erteilt habe. Als die sieben Brüder Danckelmann in den Freiherrenstand erhoben wurden, wurde das Wappen dahin gebessert, dass ein neues Symbol hinzukam: sieben Zepter um einen Ring. Es steht für die Einheit der sieben Brüder, die alle so bedeutende brandenburgisch-preußische Ämter bekleideten, dass ihre Regierung die Herrschaft der Plejaden oder Herrschaft des Siebengestirns genannt wurde.

## Stammlinie bekannter Angehöriger
- Sylvester Danckelman (1601–1679), kurfürstlich brandenburgischer und fürstlich oranischer Rat, Landrichter und Gograf der Grafschaft Lingen, ⚭ Beata geborene von Derenthal († 1683),[14][15] Vater der sieben Brüder, des so genannten Danckelmanschen Siebengestirns, allesamt in den Reichsfreiherrenstand erhobene Juristen und Politiker:
  - Johannes von Danckelmann (1637–1706)
  - Thomas Ernst von Danckelmann (1638–1709)
  - Sylvester Jakob von Danckelmann (1640–1695), Gutsbesitzer in Heinersdorf, Lichterfelde und Osdorf bei Berlin
  - Eberhard von Danckelman (1643–1722), Hauslehrer des ersten preußischen Königs, brandenburgischer Minister und preußischer Oberpräsident
  - Daniel Ludolf von Danckelmann (1648–1709)
  - Nikolaus Bartholomäus von Danckelmann (1650–1739), Stammvater aller später lebenden Glieder des Geschlechts Danckelman, erwirbt 1722 das Gut Lodersleben
    - Carl Ludolph Freiherr von Danckelmann (1699–1764), preußischer Staatsminister, erbaut 1740 Schloss Lodersleben
      - Adolph Graf von Danckelmann (1736–1807), preußischer Staatsminister
        - Heinrich Graf von Danckelman (1768–1830), preußischer Staats- und Justizminister seit 1825

      - Wilhelm Freiherr von Danckelmann (1741–1782), Kronfiskal der holländischen Besitzungen in Asien
        - William Freiherr von Danckelmann (1778–1833), sächsischer Vizekreisdirektor und Amtshauptmann und ab 1816 preußischer Landrat
          - Ludwig Freiherr von Danckelman (* 1822), preußischer Hauptmann, ⚭ Flavie von Schütz (1823–1855)
            - Alexander Freiherr von Danckelman (1855–1919), Geograph und Meteorologe

        - Adolph Freiherr von Danckelmann (1779–1820), deutscher Abenteurer und sächsischer Legationsrat

      - Ludwig Philipp Gottlob von Danckelmann, auch Dankelmann (1744–1823), sächsischer Kreisdirektor und Amtshauptmann
        - Charlotte Constantie geb. Freiin von Danckelmann, ⚭ Gustav Freiherr von Brenn (1772–1838), preußischer Innenminister
        - Cornelius Freiherr von Dankelmann (1789–1859), Generalmajor in der österreichischen Armee

  - Wilhelm Heinrich von Danckelmann (1654–1729), Geheimer Rat, Gesandter und Kanzler des Fürstentums Minden, ⚭ Anna Julia von Derenthal
    - Friedrich Wilhelm von Danckelmann (1682–1746), preußischer Staatsminister, ⚭ Hedwig Charlotte Freiin von Mardefeld († 1766)